# Plagiomima rufolateralis
Plagiomima rufolateralis är en tvåvingeart som beskrevs av Crosskey 1984. Plagiomima rufolateralis ingår i släktet Plagiomima och familjen parasitflugor.
Artens utbredningsområde är Botswana. Inga underarter finns listade i Catalogue of Life.